# Вильнёв-сюр-Эн
Вильнёв-сюр-Эн (фр. Villeneuve-sur-Aisne) — коммуна на севере Франции, регион О-де-Франс, департамент Эна, округ Лан, центр кантона Вильнёв-сюр-Эн. Расположена в 34 км к юго-востоку от Лана и в 25 км к северу от Реймса, в 3 км от автомагистрали А26 «Англия», на правом берегу реки Эна. В центре коммуны находится железнодорожная станция Гиньикур линии Лан-Реймс.
Коммуна образована 1 января 2019 года путем слияния коммун Гиньикур и Менвиль. Центром новой коммуны является Гиньикур. От него к новой коммуне перешли почтовый индекс, код INSEE и статус центра кантона. На картах в качестве координат Вильнёв-сюр-Эна указываются координаты Гиньикура.
Население (2018) — 2 722 человека.

## Достопримечательности
- Церковь Святого Петра XII века в Гиньикуре, исторический памятник
- Церковь Святого Лорана в Менвиле
- Шато и парк Гиньикур

## Экономика
Структура занятости населения:
- сельское хозяйство — 3,8 %
- промышленность — 36,1 %
- строительство — 5,4 %
- торговля, транспорт и сфера услуг — 23,8 %
- государственные и муниципальные службы — 31,0 %

Уровень безработицы (2017) — 9,9 % (Франция в целом — 13,4 %, департамент Эна — 17,8 %). 

Среднегодовой доход на 1 человека, евро (2018) — 21 860 (Франция в целом — 21 730, департамент Эна — 19 690).

## Администрация
Пост мэра Гиньикура с 2019 года занимает Филипп Тиммерман (Philippe Timmerman), член Совета департамента Эна от кантона Вильнёв-сюр-Эн. На муниципальных выборах 2020 года возглавляемый им список победил в 1-м туре, получив 65,58 % голосов.
| Период | Период | Фамилия          | Партия        | Примечания                                     |
| ------ | ------ | ---------------- | ------------- | ---------------------------------------------- |
| 2019   |        | Филипп Тиммерман | Разные правые | финансовый контролер, член Совета департамента |